# لقطة (الرقة)
لقطة قرية سورية تتبع ناحية مركز الرقة في منطقة مركز الرقة في محافظة الرقة. بلغ عدد سكانها 529 نسمة في عام 2004 حسب إحصاء المكتب المركزي للإحصاء.